# George Hilton
Jorge Hill Acosta y Lara (Montevidéu, 16 de julho de 1934 – Roma, 28 de julho de 2019) foi um ator uruguaio, conhecido por suas muitas performances em spaghetti westerns.

## Biografía
Nasceu Jorge Hill Acosta y Lara em 16 de julho de 1934 em Montevidéu, no Uruguai, mas foi criado na Inglaterra. No inicio de sua carreira utilizou o pseudónimo Jorge Hilton, que logo mudou para George Hilton.
Ele estreou no cinema devido a sua boa fluência no inglês. Começou como coadjuvante fazendo pequenas partes em filmes de meados dos nos anos 50, porém foi na década seguinte que começou a desfrutar da fama, devido ao seus papeis em diversos spaghetti westerns. Tornou-se uma grande estrela do cinema italiano dos anos 60 e 70, com Terence Hill, Franco Nero e Giuliano Gemma. Em 1970, interpretou Sartana no último filme da série C'è Sartana... vendi la pistola e comprati la bara.
Trabalhou em alguns filmes de suspense, no início dos anos setenta, quase todos dirigidos por Sergio Martino, sempre acompanhado por Edwige Fenech, que em seguida, tornou-se um símbolo de atriz de comédia erótica italiana.
Protagonizou o emblemático filme uruguaio El lugar del humo, dirigido por Eva Landeck.

## Morte
Em 28 de julho de 2019, a esposa e parceira de Hilton divulgou um comunicado em suas contas nas redes sociais, anunciando que Hilton havia morrido depois de uma longa doença não revelada em Roma, Itália.

## Curiosidades
- Se espalhou na internet que ele havia morrido em 20 de janeiro de 2010, de parada cardíaca. Poucas horas depois, a notícia falsa chegou aos ouvidos de muitos fãs do ator, tanto no exterior como na Itália, até que ele fez um vídeo dizendo que está vivo e que felizmente ainda goza de boa saúde.
- É um fã de futebol e torcedor da SS Lazio.

## Filmografia
- Los tallos amargos (1956)
- Después del silencio (1956)
- Una viuda difícil (1957)
- Alto Paraná (1958)
- La procesión, (1960)
- El bote, el río y la gente (1960)
- Los que verán a Dios (1963)
- Las modelos (1963)
- L'uomo mascherato contro i pirati (1964)
- Due mafiosi contro Goldginger (1965)
- Le colt cantarono la morte e fu... tempo di massacro (1966)
- Vado... l'ammazzo e torno (1967)
- Il tempo degli avvoltoi (1967)
- Professionisti per un massacro (1967)
- La più grande rapina del west (1967)
- I due figli di Ringo (1967)
- A Ghentar si muore facile (1967)
- Un poker di pistole (1967)
- Professionisti per un massacro (1967)
- L'harem (1967)
- Il momento di uccidere (1968)
- Il dolce corpo di Deborah (1968)
- Ognuno per sé, regia di Giorgio Capitani (1968)
- T'ammazzo! - Raccomandati a Dio (1968)
- Uno di più all'inferno (1968)
- La battaglia di El Alamein (1969)
- Frontera al sur (1969)
- Il dito nella piaga (1969)
- Los desesperados (1969)
- La battaglia del deserto, (1969)
- C'è Sartana... vendi la pistola e comprati la bara (1970)
- Lo strano vizio della signora Wardh, (1971)
- Testa t'ammazzo, croce... sei morto... Mi chiamano Alleluja (1971)
- Siete minutos para morir (1971)
- La coda dello scorpione (1971)
- Il diavolo a sette facce (1971)
- Tutti i colori del buio (1972)
- Mio caro assassino (1972)
- Perché quelle strane gocce di sangue sul corpo di Jennifer? (1972)
- Il West ti va stretto, amico... è arrivato Alleluja (1972)
- Coartada en disco rojo (1972)
- I due volti della paura (Coartada en disco rojo) (1972)
- Sette ore di violenza per una soluzione imprevista (1973)
- Lo chiamavano Tresette... giocava sempre col morto (1973)
- Fuori uno sotto un altro... arriva il passatore (1973)
- Di Tresette ce n'è uno, tutti gli altri son nessuno (1974)
- Contratto carnale (1974)
- Il baco da seta (1974)
- L'assassino è costretto ad uccidere ancora (1975)
- Prima ti suono e poi ti sparo (1975)
- Ah sì? E io lo dico a Zzzzorro! (1976)
- Taxi Girl (1977)
- El macho (1977)
- La llamada del sexo (1977)
- Torino violenta (1977)
- Milano... difendersi o morire (1978)
- Teste di quoio (1981)
- Ricchi, ricchissimi, praticamente in mutande (1982)
- Le notti segrete di Lucrezia Borgia (1982)
- I Predatori di Atlantide (1983)
- College (1984)
- Silvia è sola (1988) (TV)
- A cena col vampiro (1988) (TV)
- Double Game (1989)
- College (1989) (TV)
- Abbronzatissimi 2 - Un anno dopo (1993)
- Italian Restaurant, (1994) (TV)
- Fuochi d'artificio (1997)
- Cient'anne (1999)
- Tre addii (1999) (TV)
- Natale in crociera (2007)